# Channur, Haveri
Channur là một làng thuộc tehsil Haveri, huyện Haveri, bang Karnataka, Ấn Độ.